# 賈斯汀·貝菲爾德
賈斯汀·貝菲爾德（Justin Berfield，1986年2月25日—）是美國的一位演員。他最著名的作品是在情景喜劇左右做人難中飾演Reese角色。貝菲爾德現在在維珍媒體工作。